# Antoni Supady
Antoni Franciszek Supady (ur. 10 lutego 1932 w Milejowcu koło Piotrkowa Trybunalskiego, zm. 29 listopada 1996 w Łodzi) – polski duchowny rzymskokatolicki archidiecezji łódzkiej, prezbiter.

## Życiorys
Ks. Antoni Supady urodził się 10 lutego 1932 roku w Milejowcu koło Piotrkowa Trybunalskiego. Ukończył Szkołę Podstawową w Milejowie oraz Liceum Ogólnokształcące im. Bolesława Chrobrego w Piotrkowie Trybunalskim. 
W 1951 roku wstąpił do Wyższego Seminarium Duchownego w Łodzi i rozpoczął studia filozoficzno-teologiczne. Święcenia kapłańskie przyjął 10 czerwca 1956 roku z rąk bp. Michała Klepacza w katedrze św. Stanisława Kostki w Łodzi. Obrał dewizę kapłańską (z obrazka prymicyjnego): Kapłan z ludu wzięty dla ludu jest postanowiony w tym, co do Boga należy. Mszę św. prymicyjną sprawował 13 czerwca 1956 roku na Jasnej Górze oraz 17 czerwca 1956 roku w rodzinnym kościele parafialnym Opieki św. Józefa, św. Marii Magdaleny i Aniołów Stróżów w Milejowie.    
Pełnił posługę duszpasterską: jako wikariusz – w parafii
św. Katarzyny w Witoni (1956–1959), w parafii
Najświętszego Serca Pana Jezusa w Zduńskiej Woli-Karsznicach (1959–1963), w parafii św. Stanisława w Rzgowie (1963–1968), w parafii św. Jakuba w Piotrkowie Trybunalskim (1968–1971) oraz jako proboszcz – w parafii św. Jana Chrzciciela w Brzykowie (1971–1978), w parafii Najświętszego Serca Jezusowego w Kurowicach (1978–1984), w parafii Najświętszego Serca Pana Jezusa i Trzech Króli w Dłutowie (1984–1996).
Pełnił urząd dziekana i ojca duchownego dekanatów: widawskiego (1975–1978), kurowickiego (1980–1984) i dłutowskiego (1990–1996).
Pełnił posługę diecezjalnego referenta ds. duszpasterstwa kobiet archidiecezji łódzkiej.
Był budowniczym kościoła Miłosierdzia Bożego w Woli Rakowej i inicjatorem erygowania nowej parafii.
17 lutego 1969 roku w kościele św. Jakuba Apostoła w Piotrkowie Trybunalskim ochrzcił Marka Marczaka, późniejszego biskupa pomocniczego archidiecezji łódzkiej.
Zmarł 29 listopada 1996 roku w Łodzi. Uroczystości pogrzebowe odbyły się 3 grudnia 1996 roku w Dłutowie oraz 4 grudnia 1996 roku w Milejowie przy bardzo licznym udziale biskupów, duchowieństwa, zakonników, zakonnic i wiernych świeckich. W uroczystościach udział wzięli m.in. bp Bohdan Bejze, bp Adam Lepa i ks. Konrad Krajewski. Został złożony do grobu rodzinnego na cmentarzu parafialnym w Milejowie.